# Alexa Swinton
Alexa Skye Swinton (* 2. Juli 2009 in New York City) ist eine US-amerikanische Schauspielerin.

## Leben
Alexa Swinton wurde als Tochter der Schauspielerin und Autorin Inna Swinton und des Unternehmers Rolfe Swinton in New York City geboren. Ihre beiden Geschwister Maxim und Ava sind ebenfalls Schauspieler.
Erste Film- und Fernsehauftritte hatte sie in der Serie Mythos (2012) als Ellie sowie in River of Fundament (2014) von Matthew Barney. Von 2016 bis 2021 war sie in der Serie Billions als Eva Rhoades zu sehen. In der Mystery-Serie Emergence des Senders ABC gehörte sie 2019/20 als Piper zur Hauptbesetzung.
2021 übernahm sie And Just Like That …, der Nachfolgeserie zu Sex and the City, an der Seite von Kristin Davis als Charlotte York Goldenblatt die Rolle der Rose Goldenblatt. Ebenfalls 2021 war sie im Thriller Old von M. Night Shyamalan als Maddox im Alter von elf Jahren zu sehen. In der Filmbiografie Maestro über Leonard Bernstein verkörperte sie dessen Tochter Nina.
Am Theater war sie in verschiedenen Off-Broadway-Produktionen zu erleben, unter anderem in Annie Warbucks und Madeline's Christmas. An der Hartford Stage stand sie als Addie in Make Believe von Bess Wohl auf der Bühne. Beim New York New Works Theatre Festival spielte sie die Rolle der jungen Inna in der Uraufführung des Stückes Kooky Spook ihrer Mutter.
In den deutschsprachigen Fassungen wurde sie unter anderem von Emilia Raschewski in Old, von Lana Finn Marti in And Just Like That … sowie von Sasha Leonie Schulz in Emergence synchronisiert.

## Filmografie (Auswahl)
- 2012: Mythos (Fernsehserie)
- 2014: River of Fundament
- 2015: Flesh and Bone – Scorched Earth (Mini-Serie)
- 2016: Rest in Peace (Kurzfilm)
- 2016–2023: Billions (Fernsehserie)
- 2017: The Speed of Light (Kurzfilm)
- 2018: Nettles (Kurzfilm)
- 2018: Umami (Kurzfilm)
- 2018: Little Brain Surgeries (Kurzfilm)
- 2019: Manifest – Upgrade (Fernsehserie)
- 2019: Baby (Kurzfilm)
- 2019–2020: Emergence (Fernsehserie)
- 2020: Reverb (Kurzfilm)
- 2020: Muyu (Kurzfilm)
- 2020: I've Lost Her (Kurzfilm)
- 2021: Sometime Other Than Now
- 2021: Old
- 2022: Love's Baby Soft (Kurzfilm)
- 2021–2025: And Just Like That … (Fernsehserie)
- 2023: Maestro
- 2025: Thunderbolts*